# Peter Sippel
Peter Sippel (6 ottobre 1969) è un ex arbitro di calcio tedesco.

## Carriera
Dopo il classico iter nei campionati minori tedeschi, raggiunge la 2.Bundesliga nel 1997 e la massima divisione nel 1998. Il 1º gennaio 2003 riceve la nomina  FIFA.
Il 31 maggio 2006  ha fatto il suo esordio da internazionale in una gara tra nazionali maggiori nella partita amichevole tra Svizzera e Italia, terminata 1-1.
A livello di club, ha diretto diverse partite in Coppa UEFA, diventata poi l'attuale Europa League, ottenendo come risultato più alto designazioni per la fase a gironi.
Ha diretto inoltre varie amichevoli tra nazionali maggiori.
Dal 1º gennaio 2012 il suo nome non è più presente nelle liste internazionali.